# Bhudan
Bhudan – ruch w Indiach, który zapoczątkował Vinoba Bhave.

## Opis
Głównym celem było dążenie do zgromadzenia jak największej ilości ziemi, którą można byłoby przekazać bezrolnym chłopom. W początkowym okresie aktywności ruchu skupywano pojedyncze działki. Bhudan osiągnął pewne sukcesy w stanie Bihar.